# U Petrůvky
U Petrůvky je přírodní památka severně od obce Petrůvka v okrese Zlín. Oblast spravuje AOPK ČR Správa CHKO Bílé Karpaty. Důvodem ochrany je luční lokalita vstavače kukačky (Anacamptis morio), modráska očkovaného (Phengaris teleius) a modráska bahenního (Phengaris nausithous).